# Volkstrauertag
Volkstrauertag ("Volksrouwdag") is een nationale herdenkingsdag in Duitsland. Op deze dag worden alle doden herdacht die omkwamen in gewapende conflicten of als slachtoffer van gewelddadige oppressie. Deze dag valt op de voorlaatste zondag voor de eerste adventszondag. Dit is de zondag die het dichtst ligt bij 16 november, dus altijd tussen 13 en 19 november. In de huidige vorm werd deze dag voor het eerst gehouden in 1952.

## Historie

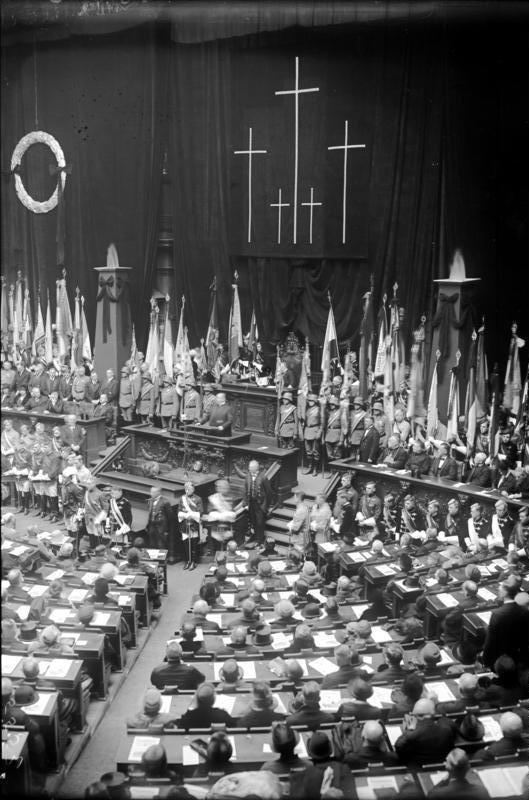
Herdenkingsceremonie in de Rijksdag, maart 1928

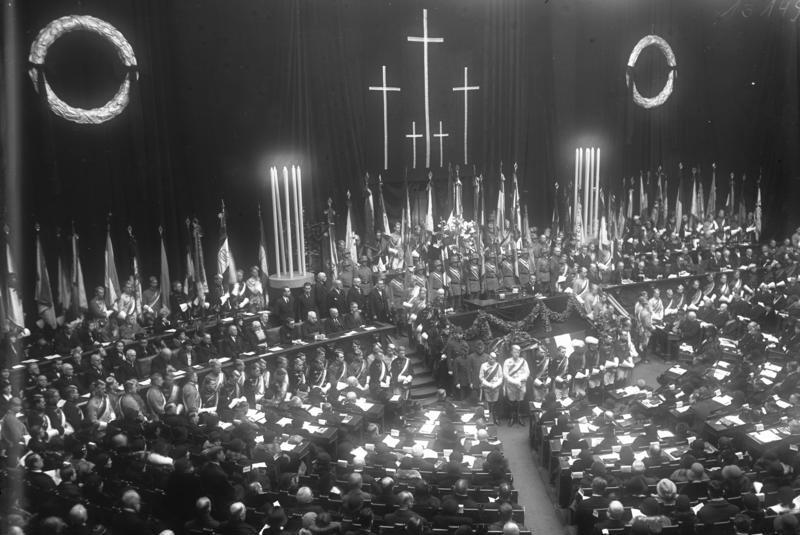
Herdenking in de Rijksdag, 1932

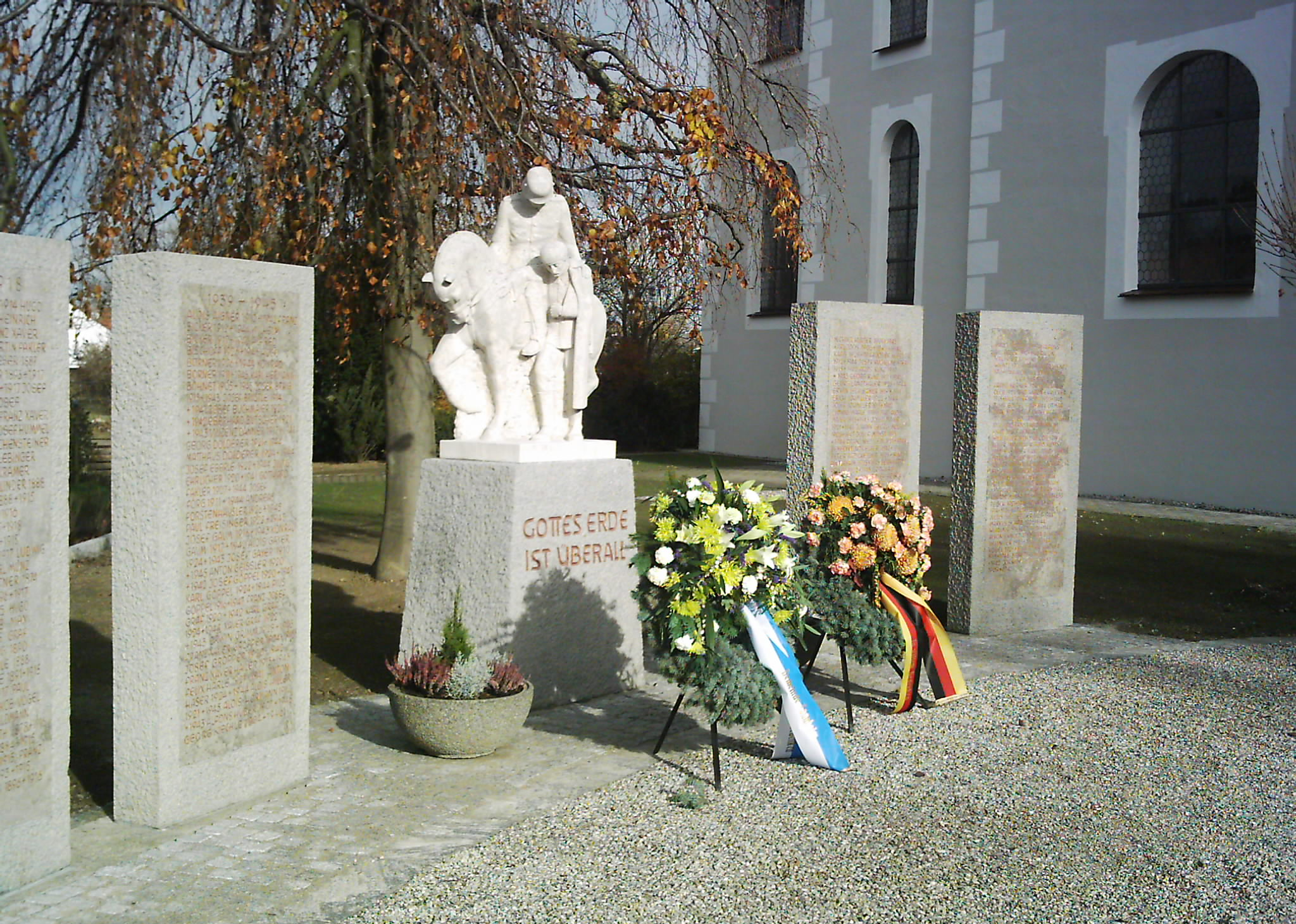
Een monument voor de Duitse gevallenen van de Eerste en Tweede Wereldoorlog in Tannheim (Württemberg)

### Invoering tijdens deRepubliek van Weimar

#### Discussie over de datum
De Volkstrauertag werd in 1919 voorgesteld door de Volksbund Deutsche Kriegsgräberfürsorge als herdenkingsdag voor de gesneuvelde Duitse soldaten van de Eerste Wereldoorlog. In 1922 vond het eerste herdenkingsmoment plaats in de Rijksdag. In 1926 werd besloten de Volkstrauertag te houden op de vijfde zondag voor Pasen (Reminiscere).
De Volkstrauertag werd voor het eerste gehouden op 28 februari 1926. Overal vonden herdenkingsvieringen plaats voor de Duitse gevallenen van de Eerste Wereldoorlog. De krant Cellesche Zeitung berichtte in haar editie van 27 februari 1926 dit:
Aan de gevallenen.
Volkstrauertag! De eerste Duitse Volkstrauertag moet in de eerste plaats gewijd zijn aan de nagedachtenis van onze in de wereldoorlog gevallen vaders, broeders en zonen. Het is te wensen, dat deze viering zich in het hart van het ganse volk gevoeld maakt, ook zonder vele woorden en liederen, vanuit het oereigen Duitse en menselijke gevoel.
In de Republiek van Weimar werd de Volkstrauertag niet tot wettelijke herdenkingsdag uitgeroepen. Dat had meerdere oorzaken:
- In de grondwet van Weimar was niet duidelijk vastgelegd of de verantwoordelijkheid voor het invoeren van wettelijke feestdagen bij het rijk of bij de deelstaten lag. Dat leidde in de loop der jaren tot uiteenlopende regelingen per deelstaat.
- Met betrekking tot de discussie over de datum waren er lange tijd conflicten met de beide grote christelijke kerken. Die hadden beide hun eigen dodenherdenking in november (Allerzielen resp. Totensonntag). De voorgestelde data op in het voorjaar op Invocavit (zes weken voor Pasen) of Reminiscere (vijf weken voor Pasen) lagen echter in de vastentijd. Die was voor beide kerken eveneens belangrijk. In die periode vinden in vele evangelische geloofsgemeenschappen de rituelen van het vormsel plaats.
- De politieke instabiliteit van de Republiek van Weimar veroorzaakte de mislukking van enkele pogingen om de Volkstrauertag wettelijk te regelen, omdat de Rijksdag meermaals voortijdig werd ontbonden.

#### Discussie over doel en zin
De Volksbund had als doel van de Volkstrauertag voor ogen om een voor alle Duitsers gelijke herinnering aan het leed van de oorlog te bewerkstelligen en zo de Duitsers "bijeen te voeren over de grenzen van partij, religie en sociale positie opdat uit de graven van onze bijna twee miljoen gevallenen ons moed en kracht tot zegenrijke arbeid voor ons volk en de toekomst van ons vaderland kan opgroeien." Veel sprekers en commentatoren haakten naar aanleiding van Volkstrauertag in op de traditie van de godsvrede en op de euforie, die veel oorlogsvrijwilligers in augustus 1914 hadden gevoeld: "Wat wisten zij van klassenhaat, die nu ons volk verscheurt? Ze waren niet links, niet rechts, maar allemaal Duitse broeders." Ook niet te vergeten was de poging om, naast het appel aan eenheid van het volk, ook de boodschap over te brengen dat het hoogste ideaal is om alles op te offeren voor het welzijn van Duitsland en de eigen wensen opzij te zetten. Zo sprak de Hamburgse pastoor Jähnisch tijdens de centrale herdenkingsplechtigheid op het kerkhof van Ohlsdorf in 1926: "Onze doden vermanen ons. En daar komt het op aan. Laat ieder luisteren naar de geest der doden en zich voor hen uitspreken: Zelf riep je eens in de kogelregen: Duitsland moet leven, ook als wij moeten sterven!" Deze doelen en ook de deels openlijk antirepublikeinse woorden bij de bijeenkomsten hadden als gevolg dat grote delen van de bevolking zich niet met de Volkstrauertag identificeerde, en zeker niet de aanhangers van de republiek en de communisten. Zo voorzag de Hamburgse communistische krant Der Abend een commentaar van de kop "Volkstrauertag - Oorlogshitserdag". Maar ook deze groeperingen probeerden, net als de Volksbund, door hun uitlatingen het collectieve geheugen en de identiteit van de Duitsers te beïnvloeden. Ze gebruikten de Volkstrauertag voor herhaalde beroepen op vredelievendheid: "Wij beloven plechtig er alles aan te doen om te zorgen dat zo een oorlog nooit meer voorkomt.", zo sprak een vertegenwoordiger van de Jungdemokraten bij de plechtigheid in 1928 in Hamburg. En de Vereniging van voormalige krijgsgevangenen (Vereinigung ehemaliger Kriegsgefangener) verklaarde in 1927: "Mogen deze doden (...) de zaadkorrels zijn die de wereld de zo begeerde vrede schenken."
Hoe verschillend de doelen van de groeperingen ook waren, ze pretendeerden allemaal dat ze de "geest", de "boodschap" van de gevallenen kenden en konden interpreteren voor de maatschappij. Zo werd echter het doel gemist om alle Duitsers te verenigen in rouw. De actieve deelname aan de plechtigheden bleef daarom ook grotendeels beperkt tot leden van de conservatieve en nationaal-liberale milieus. Het links milieu betoonde zich in toenemende mate gedistantieerd tot afwijzend, en ook het links-liberale milieu uitte zich kritisch over de antirepublikeinse toon en het hooghouden van de geestdrift voor de oorlog van augustus 1914. Er was in elk geval een minimum aan consensus over de noodzaak tot herdenken van de gevallenen en de slachtoffers van de Eerste Wereldoorlog. Ieder was het erover eens dat de oorlog een ingrijpende en diepgaande gebeurtenis was in de geschiedenis van Duitsland. Alleen over de betekenis ervan en de gevolgtrekkingen was er onenigheid.

### Heldengedenktagvan het Nationaalsocialisme

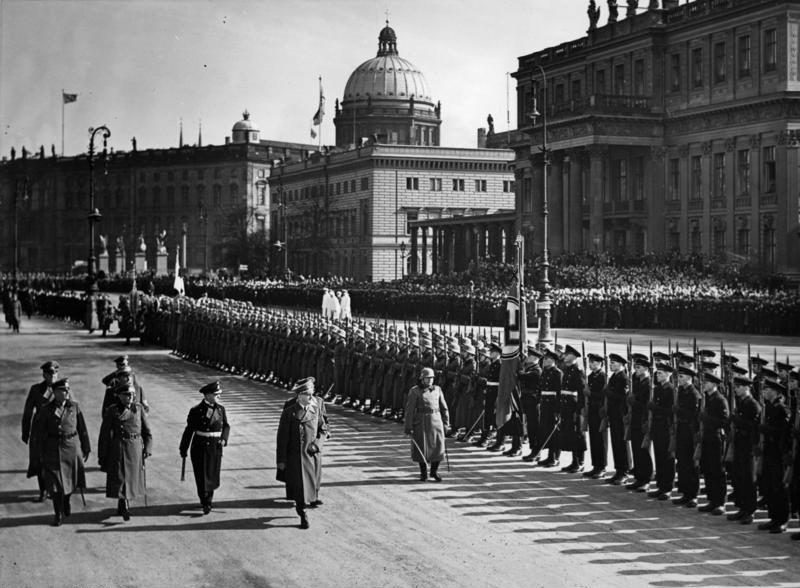
Heldengedenktag 1940 in Berlijn: Adolf Hitler inspecteert het erebataljon van de Wehrmacht. Achter hem v.l.n.r. kolonel-generaal Keitel, kolonel-generaal von Brauchitsch, grootadmiraal Raeder en Generalfeldmarschall Göring (afgeschermd), achter Keitel generaal der infanterie Reinhardt

De nationaalsocialisten namen de Volkstrauertag over en maakten er een nationale herdenkingsdag van. Door de "Wet op de Feestdagen" van 27 februari 1934 kreeg hij de naam Heldengedenktag (heldenherdenkingsdag) en werd het karakter ervan volledig anders: in plaats van dodenherdenking stond heldenverering in het middelpunt. Verantwoordelijke instanties waren de Wehrmacht en de NSDAP. Minister van propaganda Joseph Goebbels stelde richtlijnen vast voor inhoud en uitvoering. Vlaggen hingen niet langer halfstok maar in top. In 1939 werd de Heldengedenktag verplaatst naar 16 maart, de dag van de herinvoering van de dienstplicht in 1935, zover die dag op een zondag viel. Anders werd het de zondag voorafgaand aan 16 maart. Zo werd het verband met de christelijke feest- en gedenkdagen ongedaan gemaakt. De laatste Heldengedenktag was in 1945.

### Na de Tweede Wereldoorlog
Na de Tweede Wereldoorlog werd in 1948 in de drie westelijke bezettingszones de traditie van de Volkstrauertag weer in de oude vorm opgevat, en dat bleef zo na de stichting van de Bondsrepubliek. In de DDR een "Internationale herdenkingsdag voor de slachtoffers van de fascistische terreur en strijddag tegen fascisme en imperialistische oorlog" ingevoerd. In 1950 vond voor het eerst een centrale plechtigheid van de Volksbund Deutsche Kriegsgräberfürsorge plaats in de Bondsdag in Bonn.
Als afscheid van de Heldengedenktag werd in 1952 besloten om de Volkstrauertag te verzetten naar het einde van het kerkelijk jaar; deze periode wordt theologisch gedomineerd door de thema's dood, tijd en eeuwigheid. Herdacht worden de "doden van twee oorlogen aan de fronten en in het vaderland", en aan de slachtoffers van gewelddadige oppressie in alle naties. De officiële redevoeringen zijn gewoonlijk ook aanleiding voor politiek-historische stellingname van politici en vooraanstaande vertegenwoordigers van het publiek. Gewoonlijk gaat het daarbij om algemene oproepen tot verzoening, toenadering en vrede.
De kerkelijke benaming van de zondag is niet "Volkstrauertag" maar in de Duitse Evangelische Kerk voorlaatste zondag van het kerkelijk jaar, en in de Rooms-Katholieke Kerk drieëndertigste zondag van het kerkelijk jaar.
In rechts-extremistische kringen in de Bondsrepubliek Duitsland wordt het begrip Heldengedenktag echter nog steeds gebruikt, in doelbewuste tegenstelling tot de officiële richting.

## Het herdenkingsuur
Het centrale herdenkingsmoment van de Volkstrauertag vindt altijd plaats in de Duitse Bondsdag. Gebruikelijk zijn een toespraak, en een woord van de bondspresident, in aanwezigheid van de bondskanselier, het kabinet en het corps diplomatique en ook de muzikale omlijsting, het spelen van het volkslied en het lied Der gute Kamerad.
Overeenkomstig het centrale herdenkingsmoment worden in alle deelstaten en in de meeste steden en gemeenten eveneens herdenkingsmomenten met kransleggingen georganiseerd.

## Volkstrauertag buiten Duitsland
Ook buiten Duitsland worden plechtigheden georganiseerd op Volkstrauertag. In België vindt dan een plechtigheid plaats op de Duitse militaire begraafplaats in Lommel, in Nederland op de Duitse militaire begraafplaats in Ysselsteyn.